# Liste der Bischöfe der Färöer
Seit der Christianisierung der Färöer um 1000 unterstanden die Inseln dem Erzbischof von Bremen. Spätestens um 1100 wurde das Bistum Färöer etabliert. Ab 1104 war es Suffraganbistum von Lund und ab 1152 von Nidaros (Trondheim).
Mit der Einführung der Reformation in Dänemark-Norwegen wurde das Bistum lutherisch. Es wurde aber schon 1556 aufgehoben, als der erste lutherische Bischof Jens Riber auf den Bischofsstuhl von Stavanger wechselte. Die Färoer wurden nun zur Propstei innerhalb des Bistums Bjørgvin (Bergen). Als Norwegen sich 1814 von Dänemark trennte, gingen die Färöer kirchlich in das Bistum Seeland über und gehörten seit 1922 zum Bistum Kopenhagen. 1990 wurden die Färöer wieder zu einem eigenständigen Bistum innerhalb der Dänischen Volkskirche, das als solches aber nur bis 2007 bestand. Seitdem besteht die Färöische Volkskirche, die ebenfalls von einem Bischof geleitet wird.

## Römisch-katholische  Bischöfe
1. 1047–1067: Bernhard Sakseren
2. letztes Viertel des 11. Jh.: Ryngerus oder Ragnar
3. um 1100–1137: Gudmund
4. 1138–0000: Orm
5. 0000–1157: Martin I.
6. 1158–1162: vakant
7. 1162–1174  - Roe
8. 0000–1212: Svend
9. 1213–1214: Olav
10. 12150000: vakant
11. 1216–1237: Sverker
12. 0000–1243: Bergsven
13. 1245?0000: Nikolaus
14. 1246–1257: Peter
15. 1258–1260/61: vakant
16. 1261/62–1268: Gaute
17. 1269–1308: Erland
18. 1309–1312: vakant
19. 1313–1316: Lodin
20. 1317–1319: vakant
21. 1320–0000: Signar
22. 0000–0000: Gevard
23. 1343–1348: Håvard
24. 134900000: vakant
25. 1350–1359: Arne I.
26. 1359–1369: Arne II.
27. 0000–0000: Arnold
28. 138100000: Rikard
29. 1378–1389: Vilhelm Northbrigg (William Norbourgh)
30. 139200000: Halgeir (-?)
31. 1391–1408: Vikbold Verydema[1]
32. 1408–1430/31: Jon der Deutsche (Johannes Teutonicus)
33. 1432–1434: Severinus
34. 143400000: Jon der Dominikaner
35. 1434–0000: Jon Scheffckin
36. 1441/42–1451: Hemming
37. 1452–1453: vakant
38. 1453–0000: Jon IV.
39. 0000–0000: Martin II.
40. 0000–1532: Kilianus
41. 1532–1538: Ámundur Ólavsson (Amund)

## Lutherische Bischöfe
- 1540–1556: Jens Riber
- 1990–2007: Hans Jacob Joensen
- seit 2007: Jógvan Fríðriksson